# How We Roll
«How We Roll» es el cuarto sencillo oficial de Hollywood Undead del cuarto álbum llamado Day of the Dead. La canción fue lanzada en su canal Vevo en YouTube el 9 de febrero de 2015. 